# Vuelo 9981 de Aeroflot
El 8 de octubre de 1996, un Antonov An-124 que operaba como el vuelo 9981 de Aeroflot se salió de la pista en el Aeropuerto de Turín, en la provincia de Turín, en San Francesco al Campo. El avión se estrelló a 400 metros más allá del final de la pista contra una casa de campo, causando la muerte del piloto, el copiloto y algunos habitantes. Una de las posibles causas fue que los inversores de empuje no se desactivaron.

## Aeronave
El An-124-100 (número de registro RA-82069, fábrica 9773054259124, serie 07-02) fue producido por la planta de aviación de Ulyanovsk "Aviastar" el 3 de agosto de 1993. En agosto de ese mismo año, fue transferido a la aerolínea Orel-Avia. El 18 de abril de 1994, fue arrendado por Aeroflot. El avión era propiedad de Ajax Cargo. Está equipado con cuatro turborreactores de tres ejes D-18T de derivación, fabricados por la Oficina de Diseño de Maquinaria de Zaporizhia.

## Tripulación
El capitán del vuelo, Alexey Sergeevich Boroday, era el piloto al mando. El primer oficial era Alexander Timofeevich Ugryumov. El ingeniero de vuelo era P.F. Mazurenko. El capitán de relevo era Oleg Igorevich Pripuskov. También había un navegante y un operador de radio a bordo, pero no se conocen sus nombres.

## Accidente
La aeronave, que despegó a las 08:15 (06:15 en Italia) desde el aeropuerto de Moscú-Chkalovsky, llegó al aeropuerto "Sandro Pertini" de Turín alrededor de las 10:25, hora local. La escala incluía, además del habitual repostaje, la carga de varios automóviles de lujo que debían ser entregados al Sultán de Brunéi.
A las 10:25 a. m., el avión obtuvo autorización para aterrizar en la pista de Caselle, que mide 3.300 metros; sin embargo, en ese momento solo estaban disponibles 2.350 metros debido a trabajos de mantenimiento. Por esta razón, cuando se encontraban a pocos metros del suelo, los pilotos se dieron cuenta de que la pista era demasiado corta, ya que quedaban poco más de 350 metros hasta el final. Se decidió entonces realizar una maniobra de emergencia para frustrar el aterrizaje, pero el procedimiento fue iniciado demasiado tarde y fracasó debido a un descuido: no se habían desactivado los inversores de empuje.
El avión continuó su descenso, terminó en los campos más allá de la pista, perdió el estabilizador horizontal izquierdo y el tren de aterrizaje, arrancó el techo de una casa con el ala izquierda y finalmente se estrelló contra una casa de campo a las 10:30. En el impacto, la aeronave perdió casi todo el ala izquierda y la parte frontal de la cabina de mando quedó visiblemente deformada.
El primer oficial Ugryumov y el capitán de relevo Pripuskov fallecieron. Fiorentino Martinetto, de 55 años, y su esposa Maria Perucca, de 59 años, que se encontraban dentro de la casa de campo en ese momento, también perdieron la vida. Dos personas más resultaron heridas, y una de ellas falleció más tarde a causa de sus heridas. En total, murieron 2 tripulantes del avión y 3 personas en tierra.
Los bomberos que acudieron rápidamente al lugar comenzaron a extinguir el incendio que se había desatado en uno de los motores, ya que aún ardía y existía el temor de una explosión por el queroseno residual en los tanques. De los 23 ocupantes a bordo del Antonov, ocho salieron ilesos y abandonaron la aeronave en llamas por las rampas de emergencia, mientras que los otros trece fueron hallados entre los restos y trasladados al hospital. El capitán Borodai y el ingeniero de vuelo Mazurenko sobrevivieron.

## Investigación
La Fiscalía de Ivrea abrió de inmediato una investigación por desastre culposo y, hasta altas horas de la noche, interrogó a los técnicos de la torre de control de Caselle. Una segunda investigación fue iniciada por el Ministerio de Transporte y, tras el análisis simultáneo de las cajas negras, se concluyó que los pilotos habían activado los inversores de empuje antes de tocar tierra. El primer oficial propuso realizar un motor y al aire, pero el comandante se negó. Después de unos segundos, el copiloto volvió a sugerir frustrar el aterrizaje, y el comandante, tras algunas dudas, ejecutó la maniobra, dando máxima potencia a los motores, pero ambos olvidaron desactivar los inversores de empuje. Esto provocó que el avión entrara en pérdida y no lograra remontar el vuelo.
Además de la maniobra tardía, otros factores que contribuyeron al desastre fueron la escasa coordinación y entrenamiento de la tripulación, ya que el comandante solo contaba con 431 horas de experiencia en vuelos civiles, y la deficiente planificación de la aproximación. Se descubrió que no se había preparado ninguna planificación para una posible aproximación frustrada, a pesar de que la torre de control había informado a la tripulación, once minutos antes del accidente, que la aeronave precedente había tenido contacto visual con la pista recién a 200 pies de altura.

## Consecuencias
El capitán Borodai sobrevivió al accidente, pero tuvo que ser amputado de ambas piernas. Después del accidente, trabajó como metodólogo en la Academia de la Fuerza Aérea Gagarin. Falleció el 10 de agosto de 2024, a los 77 años. Fue enterrado en el cementerio del pueblo de Sverdlovsk, en la región de Moscú.